# Go - Una notte da dimenticare
Go - Una notte da dimenticare (Go) è un film del 1999 diretto da Doug Liman.

## Trama
La pellicola si compone di tre vicende narrativamente interdipendenti, contrassegnate tra loro dal nome dei loro singoli protagonisti, sullo sfondo di una Los Angeles notturna all'indomani della Vigilia di Natale.

### Ronna
L'apatica commessa Ronna, ritrovandosi con un avviso di sfratto per l'indomani, accetta di sostituire, dopo aver già svolto il suo turno di 14 ore, il suo collega inglese Simon, che in giornata ha in programma di partire con tre amici per trascorrere il fine settimana a Las Vegas, in cambio dei soldi che le servirebbero per saldare gli arretrati dell'affitto, ammontanti a 600 dollari.
Successivamente viene avvicinata da due ragazzi, Adam e Zack, che, facendole capire d'essere degli abituali acquirenti di droga di Simon, le chiedono se può, in assenza del collega, procurare loro venti pasticche di ecstasy per un festino che hanno intenzione di tenere la sera stessa. Vedendola dunque come un'occasione per farsi un bel gruzzoletto, Ronna accetta e dopo il lavoro, accompagnata dai suoi due colleghi Claire e Mannie, si reca dal fornitore di Simon, Todd Gaines, per acquistare il quantitativo di droga con la somma anticipatole da Simon; purtroppo il denaro non risulta sufficiente, per cui Ronna propone a Todd di accettare i soldi come un anticipo finché non avrà effettuato la vendita. Lo spacciatore accetta ma, per maggior garanzia, obbliga i giovani a lasciargli in pegno Claire.
A quel punto si reca all'appartamento indicatole da Adam e Zack ma, al suo arrivo, non trova nessuno, se non i due giovani ed un losco sconosciuto, che le chiede insistentemente di consegnargli le pasticche. Intuendo di esser stata attirata in una trappola, va in bagno e si libera delle pasticche scaricandole nel gabinetto, per poi andarsene con uno stratagemma. Consapevole di trovarsi in seri guai con Todd, si reca con Mannie in un minimarket per acquistare una confezione d'aspirina da far passare come l'ecstasy di Todd, al quale sarà dunque consegnata in cambio dei soldi del suo anticipo e della loro amica.
Lo scambio va a buon fine (anche se lo spacciatore si trattiene una cinquantina di dollari come interesse), ma Ronna non vuol ancora desistere dall'idea di fare soldi facili, così i tre amici, saputo da Claire (la quale, a sua volta, l'ha saputo casualmente da Todd), che in zona si tiene un rave, vi si recano per vendere - spacciandole per ecstasy - diverse confezioni d'aspirina. Todd nel frattempo si accorge che le pasticche non sono autentiche e, credendo che Ronna lo abbia truffato, si precipita al rave.
Ronna, che in poco tempo è riuscita a smerciare un'enorme quantità di falsa ectasy, viene avvisata da Mannie che Todd è appena sopraggiunto alla festa e così i due sono costretti a darsi alla fuga, lasciando indietro Claire a causa della calca. Lungo il tragitto per il parcheggio Mannie (che, prima della mancata vendita, aveva assunto di nascosto un paio delle pasticche di Todd) collassa, e Ronna, non riuscendo a trascinarselo, lo nasconde in mezzo ad alcuni bidoni per andare a prendere l'auto. Todd però l'ha già battuta sul tempo e, non appena si avvicina alla macchina, lo trova ad aspettarla armato di pistola. Messa sotto tiro, la ragazza viene investita e scaraventata nel fossato da un'auto di passaggio, il che lascia il suo destino in sospeso.

### Simon
Simon pianifica di partire per Las Vegas per trascorrervi un fine settimana di piaceri insieme a suoi tre amici, Marcus, Tiny e Singh, ma non riesce a rimediare nessuno che lo possa sostituire sul lavoro. Saputo che Ronna al momento nuota in cattive acque, le offre per questo favore il denaro che le occorre, anticipandole 200 dollari. Sistemata la faccenda, lui e gli amici si mettono in viaggio e, al loro arrivo, Simon paga la stanza d'albergo con la carta di credito di Todd, dopodiché si reca assieme a Marcus al casinò dell'albergo.
Dopo essersi giocato tutto in appena mezz'ora, e con Marcus che si rifiuta di "finanziarlo", Simon bazzica per l'albergo cercando d'ingannare il tempo, finché non entra nella cappella nuziale dove si svolge un matrimonio, in cui riesce a rimorchiare due damigelle d'onore; impegnato in un appassionato amplesso con entrambe proprio nella stanza di una delle due, è costretto a darsi alla fuga quando la stessa stanza prende fuoco a causa d'alcuni mozziconi di spinello lasciati accesi vicini alle tende. Reimbattendosi in Marcus, che ha avuto scarsa fortuna al gioco, i due ragazzi lasciano l'hotel e prendono possesso d'una lussuosa Ferrari, affidatagli da uno sconosciuto che ha scambiato Marcus per un posteggiatore dell'albergo; nell'auto Simon trova una pistola calibro 9 e, rimastovi a dir poco intrigato, decide di portarsela dietro. 
Dopo essersi fatti un giro in auto, Marcus e Simon si recano al Crazy Horse, un locale di spogliarelli consigliatogli proprio da Todd, dove Simon, seppur sconsigliato da Marcus, chiede a due procaci ballerine, Holly e Noelle, una lap dance nel privé, usando sempre la carta di credito di Todd come garanzia del pagamento. Simon, nonostante la ferrea regola del locale di non toccare le spogliarelliste, afferra nell'euforia del momento il sedere di una delle due, scatenando così l'ira del manesco buttafuori Victor Jr., che gli si avventa contro. 
Per salvare Marcus, intervenuto in suo soccorso, dalle violente percosse del buttafuori, Simon apre il fuoco su Victor Jr., ferendolo al braccio, per poi fuggire con Marcus dalla porta di servizio. Sapendo di non avere molto tempo prima di essere rintracciati, i due tornano di corsa all'albergo per recuperare gli amici, coi quali si danno ad una rocambolesca fuga dal buttafuori e suo padre, Victor Sr., il proprietario del locale. Pur essendo stati seminati, i due Victor riescono comunque a risalire alla destinazione del gruppo grazie all'indirizzo della carta di credito di Todd lasciata da Simon al locale.

### Adam & Zack
Adam e Zack sono i due attori protagonisti d'una popolare soap opera che, all'insaputa del pubblico, sono gay ed intrattengono una relazione sentimentale. Dopo essere stati fermati per possesso di droga dal detective della narcotici Burke, i due, per evitare un'incriminazione formale, accettano l'offerta di questi di prestarsi in un'operazione sotto copertura volta a smantellare il giro di droga in capo a Todd Gaines; in pratica non dovranno far altro che recarsi come sempre dal loro spacciatore di fiducia, Simon, e tramite lui risalire a Todd. Dopo che ad Adam viene posizionata una cimice sotto il pube, i due si recano al supermercato dove lavora Simon ma, quando scoprono che questi non c'è, dopo un'iniziale indecisione avvicinano la sua sostituta Ronna per organizzare la vendita di droga; Burke, nonostante quest'imprevisto, se ne dice ugualmente soddisfatto e perciò vengono organizzati i preparativi per la serata. 
I due attori però cominciano ad avere dei ripensamenti, sentendosi in colpa per aver coinvolto Ronna, per cui all'arrivo della ragazza le fanno capire di ritrovarsi in un'operazione antidroga. Dopo che quest'ultima se n'è andata, Burke, che malgrado tutto non pare essersela presa a male, invita i due al cenone di Natale che lui e la moglie Irene (poliziotta pure lei) festeggiano con un giorno d'anticipo per via dei comuni impegni di lavoro. A casa di Burke, i due sospettano che quest'ultimo e la moglie Irene stiano tramando per coinvolgerli in una specie di orgia. Alla fine, però, si scopre durante la cena che i due coniugi non miravano a sedurli ma puntavano ad associarli in una loro impresa di commercio all'ingrosso per estenderne il giro d'affari al mondo della televisione.
I due paiono accettare e, discutendo dell'infedeltà di coppia sulla via di casa, confessano entrambi di essersi traditi, ma scoprono trattarsi della stessa persona, cioè il loro truccatore di scena Jimmy. I due decidono di vendicarsi di Jimmy e perciò si recano al rave dove hanno saputo che questi sta trascorrendo la serata. Lo raggiungono, proprio mentre Claire sta cercando i suoi amici messisi in fuga da Todd, e lo umiliano pubblicamente sfregiandogli la sua folta capigliatura.
Mentre stanno lasciando il parcheggio a tutta velocità, investono Ronna e poi fuggono non appena scorgono lì vicino Todd con in pugno la sua pistola. Giunti ad una stazione di servizio, i due discutono sul fatto di tornare a soccorerla o meno e, inizialmente, decidono di far finta di nulla, se non che si accorgono che Adam ha addosso ancora la cimice. Temendo quindi che sia rimasto tutto impresso sul nastro, si riprecipitano al rave per accertarsi della sua sorte, ritrovandola in un fossato priva di sensi; credendola morta, pensano d'andare a seppellirla da qualche parte finché, accortisi che invece respira ancora, decidono di caricarla sul cofano di un'auto parcheggiata in zona, affinché i proprietari in uscita dalla festa la portino all'ospedale.
Al giungere della mattina, Claire, non essendo riuscita a ritrovare i suoi amici, si reca a piedi in una tavola calda non molto distante dal luogo del rave, nella speranza di trovarvi Mannie e Ronna a far colazione. Nel locale, invece, s'imbatte in Todd ed i due, dopo qualche attimo d'impaccio, trascorrono amabilmente la mattinata assieme; alla fine, scattata improvvisamente la scintilla, i due si ritirano nell'appartamento di lui, dove però, mentre amoreggiano sulle scale del pianerottolo, vengono interrotti dai due Victor, che pretendono da Todd l'indirizzo di Simon. Una volta in casa, Todd spiega ai due dove trovarlo. All'improvviso, Simon fa irruzione nell'appartamento, credendo di trovarvi un nascondiglio per qualche giorno, e soltanto l'intervento di Claire trattiene i due Victor dal giustiziarlo seduta stante; alla fine, gli uomini convengono che per pareggiare i conti Victor Jr. dovrà sparare al braccio Simon e Claire, disgustata dal vedere Todd, Victor Sr. e lo stesso Simon che incitano un inibito Victor Jr. a premere il grilletto, se ne va per iniziare il suo turno al supermercato. 
Ronna, dopo essersi risvegliata in ospedale, si reca al supermercato per prendere servizio come al solito e, parlando con Claire di ciò che n'è stato di lei e Mannie la sera prima, si ricorda d'aver lasciato indietro l'amico e, vedendo che non è ancora rientrato, torna al parcheggio del rave, dove lo trovano nel punto esatto in cui Ronna l'aveva nascosto da Todd. I tre amici dunque si riavviano al supermercato, con Mannie che chiede come se nulla fosse alle due ragazze che programmi abbiano per Capodanno.

## Colonna sonora
1. "New" - No Doubt
2. "Steal My Sunshine" – Len
3. "Magic Carpet Ride" (Steir's Mix)" – Philip Steir con gli Steppenwolf
4. "Troubled by the Way We Came Together" – Natalie Imbruglia
5. "Gangster Tripping" – Fatboy Slim
6. "Cha Cha Cha ("Go" Remix)" – Jimmy Luxury
7. "Song for Holly" – Esthero con Danny Saber
8. "Fire Up the Shoesaw" (versione LP) – Lionrock
9. "To All the Lovely Ladies (Radio Mix)" – Goldo
10. "Good to Be Alive" – DJ Rap
11. "Believer" – BT
12. "Shooting Up in Vain (T-Ray Remix)" – Eagle-Eye Cherry
13. "Talisman" – AIR
14. "Swords" – Leftfield con Nicole Willis